# منتخب لاتفيا لكأس ديفيز
منتخب لاتفيا لكأس ديفيز هو ممثل لاتفيا الرسمي في كرة المضرب في كأس ديفيز.